# This Is the Life (film 1914 Ingraham)
This Is the Life è un cortometraggio muto del 1914 diretto da Lloyd Ingraham. Prodotto dalla Powers Picture Plays, aveva come interpreti Edna Maison, Beatrice Van, Ray Gallagher, Jim Mason, Charles Huber.

## Trama
Edna e Beatrice, due dattilografe che si trovano al mare in vacanza, fanno una scommessa: mettono in palio ognuna il proprio braccialetto come posta per chi riuscirà a conquistare l'uomo più appetibile della spiaggia. Beatrice incontra un giovanotto molto affascinante ed è sicura di vincere, ma anche Edna è sicura della propria conquista. Quando poi scopre che il giovanotto di Beatrice è il fattorino dell'albergo, immagina la costernazione dell'amica. Ma anche lei non può rallegrarsi, perché il suo ragazzo non è altro che il cameriere. All'arrivo di un nuovo venuto che profuma di soldi, le due amiche sfoderano il loro fascino per accalappiarlo, ma si scopre che l'uomo è sposato. Non solo, è anche il padre del cameriere che vede, con sua sorpresa, servire in sala da pranzo. Tempo prima, l'uomo aveva mandato fuori di casa il suo unico figlio perché andasse a trovarsi un lavoro. Ora che l'ha ritrovato, è felice. Il giovane cerca di fare accettare al padre Edna, la sua ragazza. Il tentativo ha successo e la giovane coppia, felice, è vista con un po' di rammarico da Beatrice che, furtivamente, fa scivolare il proprio braccialetto, consegnandolo all'amica che ha vinto la scommessa.

## Produzione
Il film fu prodotto da Pat Powers per la sua casa di produzione, la Powers Picture Plays.

## Distribuzione
Distribuito dalla Universal Film Manufacturing Company, il film - un cortometraggio in una bobina - uscì nelle sale statunitensi il 28 agosto 1914.